# Parapegomyia schineri
Parapegomyia schineri är en tvåvingeart som först beskrevs av Johann Andreas Schnabl 1911.  Parapegomyia schineri ingår i släktet Parapegomyia och familjen blomsterflugor. Inga underarter finns listade i Catalogue of Life.